# RubberBand
RubberBand es una banda musical cantonpop formada en Hong Kong en 2004. Firmaron contrato bajo el sello de Typhoon Gold en 2006. La banda se hizo conocer con 5 integrantes, pero después de la salida de su teclista Ngai Sum en octubre de 2010, la banda se redujo a 4 integrantes. En 2013 la banda cambio de sello discográfico y firmaron con ASIA LP (zh), en el mes de febrero de dicho año. En 2006, la banda presentó sus proyectos musicales a varias compañías discográficas. Marcos Lui, uno de sus integrantes logró desde entonces firmar contrato con el sello Typhoon Gold.

## Discografía
To date the band has released 6 albums:
- Apollo 18
- Beaming'
- RubberBand Concert #1
- Connected
- Dedicated To...
- Easy.